# Хипатија
Хипатија из Александрије (грч. Ὑπατία, око 370—415) је била грчка научница, прва историјски позната жена која се бавила математиком, астрономијом и филозофијом.

## Биографија
О Хипатијиној репутацији математичарке и филозофкиње сазнајемо из три извора: од Сократа, константинопољског историчара из 5. века, на основу одломака из лексикона-енциклопедије грчких писаца око 11. века, и из списа цариградског патријарха Фотија из 9. века. Ништа од њених списа није сачувано и мало се с поузданошћу зна о њеном животу; стари извештаји су често нејасни и у нескладу, осим у погледу драматичног начина на који је изгубила живот; догађаја који је, без сумње, утицао на то да њено име остане упамћено.
Хипатијин отац, Теон, био је математичар и астроном при музеју у Александрији. Хипатија је, вероватно, тамо стекла образовање које је укључивало математику и астрономију, као и обуку у неоплатоничарској школи. Сматра се да је написала књиге из математике које су садржале коментаре на Конусне пресеке Аполонија из Перга, као и коментаре Диофанта. Подучавала је астрономији и математици, као и филозофским учењима Платона и Аристотела. Предавала је у Александрији, а међу њеним ученицима је био и Синесије, каснији епископ у Птолемаису, који је писао о Хипатијином знању механике и технике демонстрираном када му је помагала да осмисли хидрометар и сребрни астролаб.
За време Хипатијиног живота Римско царство је прелазило на хришћанство и Александрија је била у стању опасне конфузије и сукобљених идеја. Иако се стари писци не слажу у погледу разлога за њено убиство, изгледа да има консензуса о томе да је Хипатију напала гомила и убила. Један од разлога који се наводе за ово насиље јесте да су њу као неоплатонисту фанатичнији хришћани сматрали опасном. Други извори сматрају да је она била близак пријатељ Ореста, римског префекта у Египту који је такође био њен бивши ученик, да се он веома ослањао на њен суд, а да се она нашла усред политичке борбе.
Напад на Хипатију се десио 415. године на улицама Александрије. Разбеснела руља присталица александријског патријарха Кирила, предвођена Петром Читачем, скинула ју је са кола у пролазу, свукла је до гола, одвукла до оближње цркве и дивљачки искасапила. Инспиратор овог мучног злочина, патријарх Кирил, већ је био познат по антисемитизму кроз организовања погрома александријских Јевреја, а у спору са патријархом Несторијем на сабору у Ефесу 431. године успео је да издејствује за свог противника општу анатему и проглашавање за јеретика.